# Непокренути покретач
Непокренути покретач (грч. τὸ κινοῦν ἀκίνητον) је, у Аристотеловој филозофији, оно што је узрок свем кретању, а само није покренуто. Аристотел овим изразом означава умове који покрећу планетарне сфере.
Стари Грци су веровали да природу карактерише тежња да се стави у покрет оно што је потенцијално; свака промена је руковођена стремљењем према циљу. Циљ је иницијатор кретања пошто је његов крајњи узрок. На тај начин, кретање природе је подстакнуто стварима које привлачи непокретни покретач.
У маздаизму се веровало да је време непокретни покретач, будући да се само не креће, а ипак управља свиме.
За средњовековну схоластику је посебно важан појам први покретач (лат. Primum Mobile) или први непокренути покретач (грч. τὸ πρῶτον κινοῦν ἀκίνητον) који означава извор сваког кретања, савршено биће. Непокретни покретач је самодовољан себи и његово покретање није узроковано потребом да актуелизује било какав потенцијал. Парадоксално звучи с обзиром да су стари Грци веровали да одређени узрок ставља у кретање оно што је потенцијално, а горенаведенa теорија каже да непокретни покретач нема потребу да актуеализује било какав потенцијал. На тај начин испада да је актуелизовање материјалног потенцијала „колатерална штета“ и да се материја актуелизује тако што се случајно нашла у делокругу непокретног покретача. Пре ће, ипак, бити да непокретни покретач покретањем материје има циљ да је доведе до неке савршене актуелизације, што је заправо и природа аристотеловог непокретног нпокретача.
Будући да је потпуно обузет собом, непокретни покретач не може да дејствује у свету, па је овај аспект Аристотеловог учења формално осуђен на хришћанском Западу 1277. године.